# إد والش
إد والش (بالإنجليزية: Ed Walsh)‏ هو لاعب كرة قاعدة أمريكي، ولد في 14 مايو 1881 في بنسيلفانيا في الولايات المتحدة، وتوفي في 26 مايو 1959 في فلوريدا في الولايات المتحدة.

## وصلات خارجية
- إد والش على موقع دوري كرة القاعدة الرئيسي (الإنجليزية)
- إد والش على موقعبيزبول رفرنس.كوم (الدوري الرئيسي) (الإنجليزية)
- إد والش على موقعبيزبول رفرنس.كوم (الدوري الثانوي) (الإنجليزية)
- إد والش على موقع مشجعي الرسوم البيانية (الإنجليزية)
- إد والش على موقع قاعة مشاهير كرة القاعدة (الإنجليزية)
- إد والش على موقع IMDb (الإنجليزية)